# آن فان دي فيل
آن فان دي ويل (‎nl‏؛ من مواليد 4 يونيو 1997) هي رياضية هولندية تشارك في العديد من المسابقات. فازت بألقاب وطنية هولندية في السباعي في عامي 2019 و2020. في مايو 2024، سجلت فان دي ويل أقل من 53 ثانية في سباق 400 متر، وحققت هذا الإنجاز مرتين. في يونيو، تنافست كجزء من فريق التتابع الهولندي 4 × 400 متر في بطولة أوروبا 2024 في روما. ركضت فان دي ويل في التصفيات، واحتلت هولندا المركز الأول في النهائي، وحصلت على الميدالية الذهبية، سافرت إلى دورة الألعاب الأولمبية الصيفية 2024 في باريس مع فريق التتابع الهولندي لكنها لم تنافس.